# Teoria descendencji
Teoria descendencji – ogólna nazwa na wszystkie teorie pokrewne teorii ewolucji. Pierwszym znanym twórcą tego typu teorii był Anaksymander, którego pracę kontynuował jego uczeń Anaksymenes. Twórcami najdoskonalszej tego typu współczesnej teorii byli Jean-Baptiste de Lamarck i Charles Darwin.